# Rut Hanselmann
Rut Hanselmann (* 11. Februar 1928 in Tieringen als Ruth Holl; † am 27. März 2024 in Stuttgart) war eine deutsche Malerin.

## Leben
Rut Hanselmann machte nach dem Abitur 1946 in Heilbronn eine Töpferlehre in Alfdorf und arbeitete anschließend selbständig als Töpferin. 1953–1956 studierte sie Malerei an der Staatlichen Akademie der Bildenden Künste Freiburg bei Rudolf Dischinger, Emil Bizer und Adolf Strübe. Während des Studiums verdiente sie ihren Lebensunterhalt teilweise durch das Entwerfen von Tapeten. Anschließend war sie als freie Künstlerin tätig. 1957 heiratete sie Herbert Hanselmann. Nach seinem frühen Tod zog sie 1968 für einige Jahre mit ihren drei Kindern in die Nähe von Genua. Nach der Rückkehr nach Deutschland war Rut Hanselmann lange Zeit Mitglied im Künstlerbund Heilbronn und im Bund Bildender Künstlerinnen Württembergs. Außerdem unterhielt sie 1987–1991 eine Arbeits- und Ateliergemeinschaft mit Lazlo Kiss, Agnes Lörincz und Christiane Reyle in Flein sowie 1993–1998 eine Arbeitsgemeinschaft mit den Künstlern der Künstlerbaracke Heilbronn.
Rut Hanselmann, die seit Anfang 2014 in Stuttgart lebte, war bis in ihr 90. Lebensjahr künstlerisch aktiv.

## Werk
Entwicklungslinien im Werk von Rut Hanselmann sind nicht an bestimmten Gattungen oder dem Bemühen um einen wiedererkennbaren Stil festzumachen. Vielmehr experimentierte die Künstlerin in Aufbau, Form- und Farbgebung innerhalb scheinbar abgegrenzter Sujets wie Stillleben oder Landschaftsmalerei. Auch abstrakte Bilder finden sich in den verschiedensten Schaffensphasen. Dabei ist das Spektrum ihrer Malerei gekennzeichnet von Ausdrucksvarianten zwischen Sinnlichkeit und karger Reduziertheit.

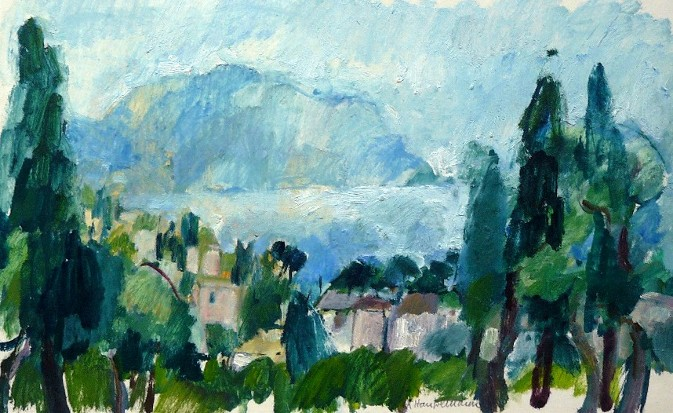
Pieve Ligure, 1969, Öl auf Karton

Im Bereich Kunst am Bau schuf Rut Hanselmann Wandgemälde für Privatvillen und öffentliche Gebäude (u. a. Rathaus Beilstein, Stettenfelshalle Untergruppenbach, Krankenhaus am Gesundbrunnen Heilbronn), außerdem Fresken und Kirchenfenster (St. Nikolauskirche Unterheinriet).
Von der öffentlichen Hand wurden etliche Ankäufe getätigt: u. a. von den Städtischen Museen Heilbronn, den Städten Beilstein, Eppingen, Heilbronn, Sindelfingen sowie dem Land Baden-Württemberg.

## Ausstellungen (Auswahl)

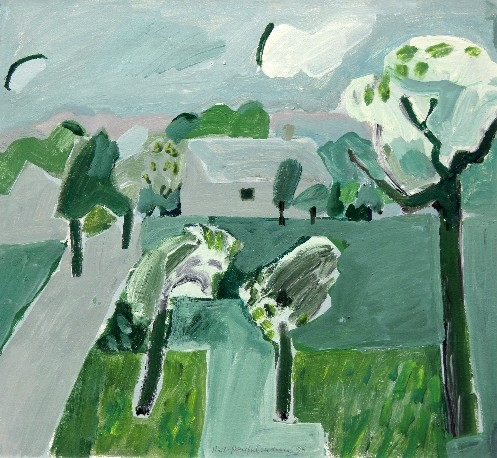
Haus in Tözegg, 1995

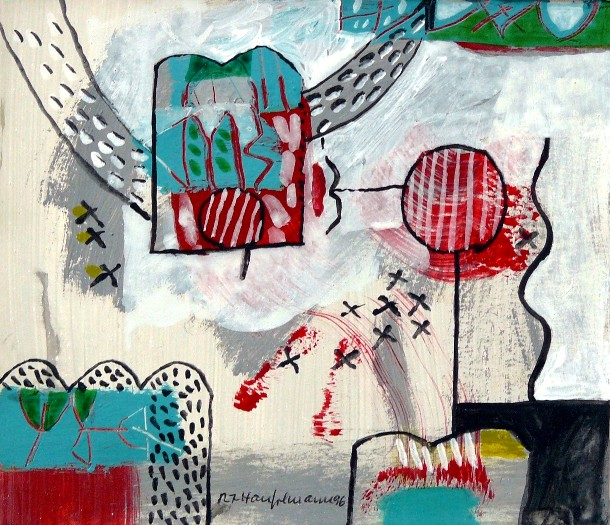
Unkraut Schaukel 1996

- 1991  Kunst im Flüchttor Brackenheim (Beteiligung); Weihnachtsausstellung Künstlerbund Heilbronn (Beteiligung)
- 1992  Museum für Neue Kunst der Städtischen Museen in Freiburg im Breisgau (Beteiligung); Atelierhaus des Bundes Bildender Künstlerinnen Württembergs (BBK), Stuttgart; Alte Kelter Unterheinriet; Galerie der Volksbank Neckarsulm
- 1994  Galerie Gottschick, Tübingen; Galerie Sonnenberg, Stuttgart; Galerie Glas Cartes, Mosbach
- 1995  Galerie Kreeb, Meersburg; Forum der Württemberger Hypobank, Stuttgart (Beteiligung)
- 1996  Städtisches Krankenhaus am Gesundbrunnen, Heilbronn; Galerie Monier, Murrhardt
- 1997  Rathaus Güglingen
- 1998  Atelierhaus des BBK, Stuttgart; Galerie Kreeb, Meersburg; Bistro Bozetti, Städtische Museen Heilbronn
- 2002  Grafik-Kabinett Rieber, Blaubeuren; BBK Ausstellung zum Landesjubiläum Baden-Württemberg, Alte Kelter Fellbach (Beteiligung)
- 2005  Künstlertreff Rathaus Pfaffenhofen
- 2006/2007  Wüstenrot Seminar- und Konferenzzentrum, Gronau (Beteiligung); Heimatmuseum Altes Rathaus Leingarten
- 2008  VHS-Galerie Heilbronn
- 2011  Galerie im Rathaus Eppingen
- 2012  ZIGARRE Kunst- und KulturWerkHaus, Heilbronn
- 2013  Evangelische Tagungsstätte Löwenstein
- 2015/2016 Charlottenklinik für Augenheilkunde Stuttgart
- 2022 Städtische Galerie Bad Wimpfen[3][4]

## Literatur

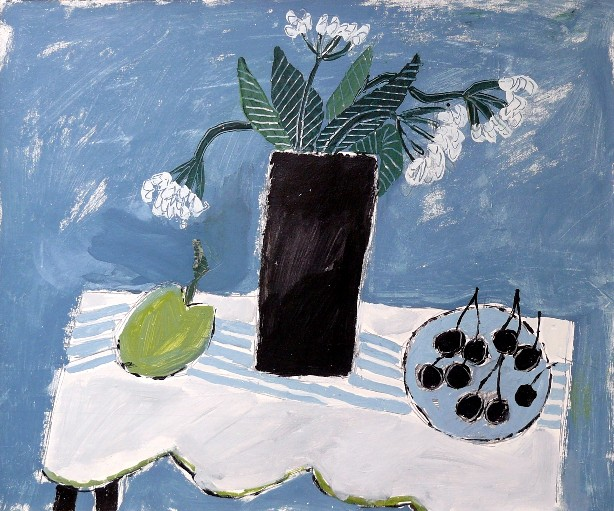
Stilleben mit schwarzen Kirschen, 2000

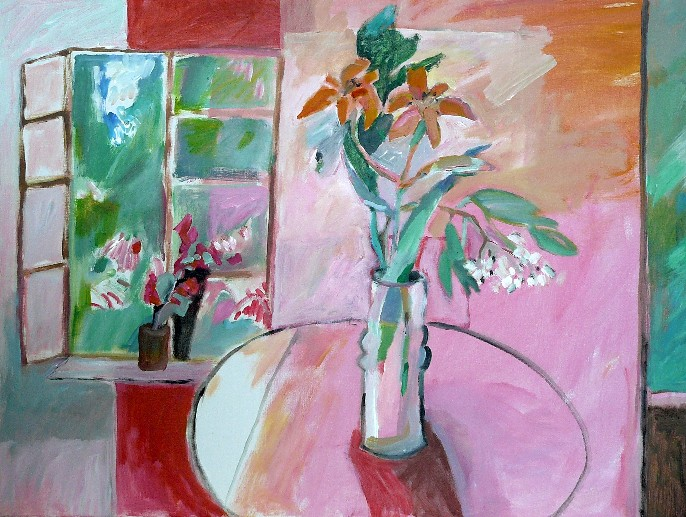
Ohne Titel 2012